# Synagoga v Miroslavi
Synagoga v Miroslavi je bývalá židovská modlitebna, jež se nachází v Radniční ulici, uprostřed bývalé Židovské čtvrti, asi 150 m západně od městského úřadu a 100 m jižně od miroslavského zámku, a dnes slouží jako dům kultury.
Synagoga byla v letech 1843–1845 upravena v novorománském slohu ze starší modlitebny. V roce 1897 došlo k prodloužení hlavního modlitebního sálu a východní strana nad Aron ha-kodeš byla obohacena o hudební kůr s varhanami. Budova synagogy poškozená v roce 1945 bombardováním byla v letech 1956–1957 přestavěna na kulturní dům.
Miroslavská židovská komunita přestala existovat v roce 1938.